# کارپاسین
کارپاسین (به انگلیسی: Carpacin) یک ترکیب شیمیایی با شناسه پاب‌کم ۵۲۸۱۷۶۳ است. که جرم مولی آن ۱۹۲٫۲۱ g/mol می‌باشد. 